# Gelehrte Neuigkeiten Schlesiens
Gelehrte Neuigkeiten Schlesiens byl nejstarší slezský literární časopis., vycházející v letech 1734–1741.

## Charakteristika
Gelehrte Neuigkeiten Schlesiens vycházel pravidelně každý měsíc ve Svídnici v letech 1734–1741. Každé číslo mělo rozsah pěti až šesti stránek rozdělených do pět témat, poslední vyšlo v prosinci 1741.
Časopis obsahoval mimo jiné recenze na básnické sbírky. Jeho vydavatelem byl Gottfried Balthasar Scharff.
Byl psán německy a tištěn novogotickým písmem švabachem.
Na poslední číslo ještě navazovalo tzv. nové pokračování (Neue Fortsetzung der gelehrten Neuigkeiten Schlesiens) na léta 1741 a 1742, vydané nakladatelstvím Davida Siegerta v roce 1742.

## Dostupnost online
V digitalizované podobě ve formátu DjVu je toto pokračování ke stažení ze stránek Slezské knihovny v Katovicích.